# Hélène Defrance
Hélène Defrance (11 agosto 1986) è una velista francese.

## Palmarès

### Olimpiadi
- 1 medaglia:
  - 1 bronzo (Rio de Janeiro 2016 nella classe 470)